# Songye
Songye – lud afrykański zamieszkały w Demokratycznej Republice Konga w prowincji Kasai Wschodnie. W 1985 roku ich liczbę oszacowano na 150–217 tys. osób.

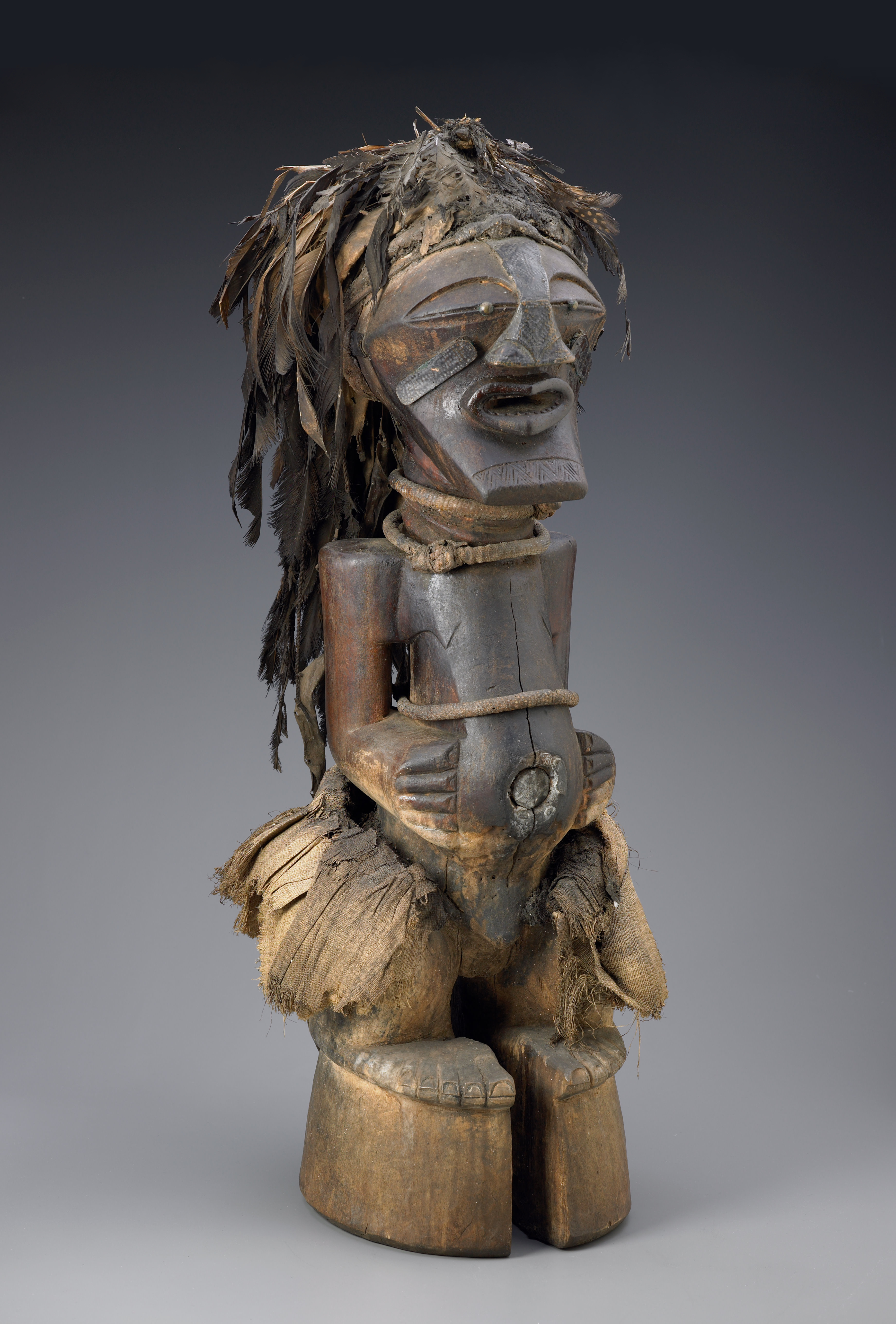
Figurka kultyczna ludu Songye

## Historia
Afrykańskie królestwo Songye powstało prawdopodobnie w XV wieku w okolicach górnego biegu rzeki Lualaba. W XVI wieku część Songye oddzieliła się od reszty tworząc lud Luba.

## Język i administracja plemienna
Najwyższą władzę w tradycyjnej kulturze plemiennej posiada Yakitenge.

## Rolnictwo i kultura
Tradycyjna gospodarka Songye jest oparta na rolnictwie i hodowli zwierząt. Lud ten znany jest ze swoich rzeźb z drewna, tworzą głównie ceremonialne maski. Według tradycji tylko mężczyźni chodzą na polowania z zatrutą strzałą. Jako dźwięk sygnału zwykle używają drewnianej Okaryny.